# Лазар Дамјановић
Лазар Дамјановић (Поточило, 12. април 1880 — Београд, после 1937) је био политичар из Црне Горе и заговорник уједињења са Србијом с почетка 20. вијека.

## Биографија
Завршио је гимназију на Цетињу, у Нишу и Београду, a дипломирао је на Правном факултету у Београду 1906. године. Учествовао је 1903. у мартовским демонстрацијама, био је један од главних оснивача Клуба ђака из Црне Горе, а 1904. године Клуба црногорских студената.
Лазар Дамјановић је у то вријеме радио и на оснивању заједничког студентског клуба и сарађивао је у листу Ослобођење, преко којег је износио информације о тешком стању у Црној Гори. Као потписник Ријечи, у којој су црногорски студенти изнијели своје слободоумне назоре како у погледу унутрашњих прилика у Црној Гори, тако и у погледу уједињења са Србијом, Лазар Дамјановић је 1906. са својим друговима оптужен на цетињском суду као велеиздајник. Лазар Дамјановић је дошао пред суд и дао изјаву, послије које је процес против омладине морао бити обустављен. Међутим, Дамјановић је навукао на себе мржњу званичних кругова, па није могао да добије посао у Црној Гори. Када је 1907. године започело хапшење послије бомбашке афере, војска је опколила његову кућу, али је он успио да умакне из Црне Горе у Србију. Цетињски суд га је у одсуству осудио на десет година робије и због тога је остао у емиграцији до 1913. године. У Београду је био практикант, па чак и радник у монополској управи и фабрици шећера.
Године 1913, послије амнестије емиграната, Лазар Дамјановић се вратио у Црну Гору и посветио се новинарству и омладинском раду. Послије капитулације Црне Горе Аустријанци су га интернирали. Послије слома Аустроугарске Лазар Дамјановић је изабран за посланика Велике Народне Скупштине у Подгорици. Као њен потпредсједник одржао је говор, послије кога је Скупштина једногласна одлучила да се свргне династија Петровића и Црна Гора уједини са Србијом. Дамјановић је изабран за члана Извршног народног одбора, који је имао задатак да управља Црном Гором, док влада у Београду не организује власт. Дамјановићу је било повјерено организовање правосуђа и исхране народа Црне Горе. Тада је прописао да предсједници и судије великог суда у Подгорици и окружних судова морају да буду правници, док су дотле могли бити и нешколовани људи. Исхрану је организовао тако, да за вријеме његовог дјеловања у Црној Гори није било оскудице у храни. Уочи божићне побуне 1918. године Лазар Дамјановић се затекао на Цетињу. Опсједнут од бунтовника знао је да одржи дух међу омладинским четама, које су браниле српско јединство. Послије тога је изабран за посланика у Привременом народном представништву у Београду. Лазар Дамјановић је радио на санирању прилика у Црној Гори и на сузбијању акције агената краља Николе и црногорских избјеглица у Италији. Када је Привремено народно представништво завршило рад, он се повукао из политике и, одбијајући понуђене више положаје и пензију које му је Народна Скупштина признала, узео је мјесто судије окружног суда на Цетињу. Писао је стручне чланке о школама и путевима у Црној Гори.